# Forbidden Passage
Forbidden Passage é uma curta-metragem norte-americana de 1941 realizada por Fred Zinnemann. Foi nomeado para um Prémio da Academia , na 14ª edição dos Óscares para Melhor Curta-metragem (Dois Cilindros).
Este filme conta a história de um refugiado de passagem por Lisboa, ansioso por se juntar à mulher e filhos já nos Estados Unidos.

## Elenco
- Addison Richards como Frank J. Maxwell
- Wolfgang Zilzer como Otto Kestler
- Hugh Beaumont como Clements
- George Lessey como Cônsul norte-Americano em Lisboa